# Nifukiu
Nifukiu is een bestuurslaag in het regentschap Timor Tengah Selatan van de provincie Oost-Nusa Tenggara, Indonesië. Nifukiu telt 2088 inwoners (volkstelling 2010).